# Johannes Joos
Johannes Joos (* 11. Januar 1995 in Bietigheim-Bissingen) ist ein ehemaliger deutscher Basketballspieler.

## Laufbahn
Joos lernte das Basketball-ABC bei der BG Tamm/Bietigheim, für die er ab der Altersklasse U10 spielte. Er wechselte später in die Nachwuchsabteilung der BSG Ludwigsburg, wo er sich zum Junioren-Nationalspieler entwickelte. Joos machte in Ludwigsburgs Leistungsmannschaften in der Jugend-Basketball-Bundesliga und in der Nachwuchs-Basketball-Bundesliga mit guten Leistungen auf sich aufmerksam. Erste Schritte im Herrenbereich unternahm er für die BSG in der zweiten Regionalliga. Sein Debüt in der Basketball-Bundesliga beging er im Februar 2013 gegen Gießen. In der Saison 2013/14 sammelte Joos dank einer „Doppellizenz“ weitere Spielpraxis im Trikot des VfL Kirchheim in der 2. Bundesliga ProA.
Das Spieljahr 2014/15 verbrachte er auf Leihbasis bei der Spielgemeinschaft Ehingen/Urspringschule (ebenfalls ProA), gefolgt von einem weiteren Jahr in Kirchheim.
Zur Saison 2016/17 wurde Joos von den Gladiators Trier (gleichermaßen ProA) unter Vertrag gestellt. Im Spieljahr 2018/19 war Joos mit einem Schnitt von 13,6 Punkten je Begegnung zweitbester Korbschütze der Moselaner. In der Sommerpause 2019 wechselte er innerhalb der 2. Bundesliga zum FC Schalke 04 und zur Saison 2020/21 zum Drittligisten VfL Bochum. Mit dem VfL gelang ihm 2021 der Zweitliga-Aufstieg, Joos war während der Aufstiegssaison mit 19,2 Punkten je Begegnung zweitbester Bochumer Korbschütze und mit 7,9 Rebounds pro Partie mannschaftsintern führend. Anschließend verlängerte er seinen Vertrag in Bochum. Im Sommer 2022 beendete Joos aus beruflichen Gründen seine Leistungssportlaufbahn.

### Nationalmannschaft
Joos nahm mit der deutschen U18-Auswahl an der B-EM 2013 teil, 2014 und 2015 bestritt er mit der U20-Nationalmannschaft die Europameisterschaften in Griechenland beziehungsweise Italien.